# Брајс Канјон Сити (Јута)
Брајс Канјон Сити (енгл. Bryce Canyon City) град је у америчкој савезној држави Јута.

## Демографија
По попису из 2010. године број становника је 198.
| Група             | 2000.    | 2010.       |
| Белци             | 0 (0,0%) | 104 (52,5%) |
| Афроамериканци    | 0 (0,0%) | 1 (0,5%)    |
| Азијати           | 0 (0,0%) | 37 (18,7%)  |
| Хиспаноамериканци | 0 (0,0%) | 48 (24,2%)  |
| Укупно            | 0        | 198         |